# マイクロリフト・グライダー
マイクロリフト・グライダー（英: Microlift glider）とは通常のグライダーが利用する上昇気流よりも弱い上昇気流を利用することが出来るレクリエーション用のグライダーである。この弱い上昇気流を「マイクロリフト」と呼ぶ。

## 区分
最大離陸重量が220kg以下のグライダーはウルトラライトグライダー（ultralight glider）と区分される。そのうち翼面荷重が18kg/m2以下のグライダーがマイクロリフト・グライダーと呼ばれる。